# تاديوز دابروفسكي
تاديوز دابروفسكي (بالبولندية: Tadeusz Dąbrowski)‏ هو ناقد أدبي وكاتب وشاعر بولندي، ولد في 28 أكتوبر 1979 في البلنغ في بولندا.

## وصلات خارجية
- تاديوز دابروفسكي على موقع ميوزك برينز (الإنجليزية)